# WCW Power Plant
WCW Power Plant er en af de mest berygtede wrestlingskoler i verden. Skolen fungerede fra 1995 til 2001 som den officielle skole for World Championship Wrestling (WCW). Hovedtrænerne var Dwayne Bruce og Paul Orndorff.
Skolen blev kendt som den hårdeste og mest modbydelige skole, da wrestlerne blev udsat for ekstremt fysiske træninger, der nærmest mindede om militærøvelser. En BBC-journalist, der lavede en udsendelse om skolen, deltog i træningen og blev så ilde tilredt, at han måtte forbi hospitalet.
Skolen er dog blevet kritiseret for at have fokuseret mere på at træne wrestlerne i styrke og udholdenhed end egentlige wrestling-skills.

## Studenter fra WCW Power Plant
- Alan Funk
- Asbjørn Riis
- Chris Kanyon
- Chuck Palumbo
- David Flair
- Diamond Dallas Page
- The Giant
- Goldberg
- Gregory Helms
- Jerry Tuite
- John Hugger
- Lash LeRoux
- Mark Jindrak
- Michael Haynes
- Mike Sanders
- Reno
- Sean O'Haire
- Tank Abbott